# Gran Premio motociclistico di Svezia 1975
Il Gran Premio motociclistico di Svezia fu il nono appuntamento del motomondiale 1975.
Si svolse il 20 luglio 1975 sul Circuito di Anderstorp. Corsero le classi 50, 125, 250 e 500.
In 500 Barry Sheene vinse agevolmente. L'inglese aveva vinto sabato 19 la gara del Premio FIM Formula 750.
Walter Villa si avvicinò al titolo mondiale della quarto di litro grazie alla vittoria della gara e al ritiro di Johnny Cecotto. Secondo Otello Buscherini, terzo il finlandese Tapio Virtanen su MZ (ultimo podio iridato per la Casa tedesco-orientale).
Usuale doppietta per le Morbidelli 125.
Eugenio Lazzarini divenne il primo italiano ad aver vinto una gara della 50. Dietro il pesarese si piazzò Ángel Nieto, che si laureò Campione del Mondo della categoria.

## Classe 500

### Arrivati al traguardo
| Pos. | Pilota             | Moto            | Tempo       | Punti |
| ---- | ------------------ | --------------- | ----------- | ----- |
| 1    | Barry Sheene       | Suzuki          | 48' 30" 699 | 15    |
| 2    | Phil Read          | MV Agusta       | +51" 070    | 12    |
| 3    | John Williams      | Yamaha          | +1' 02" 465 | 10    |
| 4    | Gianfranco Bonera  | MV Agusta       | +1' 12" 104 | 8     |
| 5    | Dieter Braun       | Yamaha          | +1' 12" 466 | 6     |
| 6    | Pentti Korhonen    | Yamaha          |             | 5     |
| 7    | Gérard Choukroun   | Yamaha          |             | 4     |
| 8    | Edmar Ferreira     | Yamaha          | +1 giro     | 3     |
| 9    | Jack Findlay       | Yamaha          | +1 giro     | 2     |
| 10   | Pekka Nurmi        | Yamaha          | +1 giro     | 1     |
| 11   | Alex George        | Yamaha          | +1 giro     |       |
| 12   | Tom Herron         | Yamaha          | +1 giro     |       |
| 13   | Mimmo Cazzaniga    | Harley-Davidson | +1 giro     |       |
| 14   | Olivier Chevallier | Yamaha          | +1 giro     |       |
| 15   | Roland Nilsson     | Yamaha          | +1 giro     |       |
| 16   | Ingemar Larsson    | Yamaha          | +1 giro     |       |
| 17   | Björn Hasli        | Yamaha          | +2 giri     |       |

### Ritirati
| Pilota           | Moto          | Motivo ritiro |
| ---------------- | ------------- | ------------- |
| Barry Ditchburn  | Kawasaki      |               |
| Tapio Virtanen   | Yamaha        |               |
| Børge Nielsen    | Yamaha        |               |
| Teuvo Länsivuori | Suzuki        | caduta        |
| Patrick Pons     | Yamaha        |               |
| Armando Toracca  | Suzuki        |               |
| Giacomo Agostini | Yamaha        | foratura      |
| Karl Auer        | Yamaha        |               |
| Chas Mortimer    | Maxton-Yamaha |               |
| Mick Grant       | Kawasaki      |               |
| Philippe Coulon  | Yamaha        |               |
| John Newbold     | Yamaha        |               |
| Charlie Williams | Yamaha        |               |

### Non qualificati
| Pilota        | Moto      |
| ------------- | --------- |
| Steve Ellis   | Yamaha    |
| Víctor Palomo | Yamaha    |
| Bosse Granath | Husqvarna |

## Classe 250
27 piloti alla partenza, 18 al traguardo.

### Arrivati al traguardo
| Pos | Pilota            | Moto            | Tempo       | Punti |
| --- | ----------------- | --------------- | ----------- | ----- |
| 1   | Walter Villa      | Harley-Davidson | 50' 21" 512 | 15    |
| 2   | Otello Buscherini | Yamaha          | +1" 597     | 12    |
| 3   | Tapio Virtanen    | MZ              | +52" 715    | 10    |
| 4   | Víctor Palomo     | Yamaha          | +56" 870    | 8     |
| 5   | Paolo Pileri      | Yamaha          | +57" 034    | 6     |
| 6   | Dieter Braun      | Yamaha          |             | 5     |
| 7   | Patrick Pons      | Yamaha          |             | 4     |
| 8   | Edmar Ferreira    | Yamaha          |             | 3     |
| 9   | Pentti Korhonen   | Yamaha          |             | 2     |
| 10  | Chas Mortimer     | Maxton-Yamaha   |             | 1     |

## Classe 125
30 piloti alla partenza, 19 al traguardo.

### Arrivati al traguardo
| Pos | Pilota              | Moto           | Tempo       | Punti |
| --- | ------------------- | -------------- | ----------- | ----- |
| 1   | Paolo Pileri        | Morbidelli     | 48' 03" 184 | 15    |
| 2   | Pier Paolo Bianchi  | Morbidelli     | +4" 150     | 12    |
| 3   | Eugenio Lazzarini   | Piovaticci     | +36" 073    | 10    |
| 4   | Kent Andersson      | Yamaha         | +51" 036    | 8     |
| 5   | Johann Zemsauer     | Rotax          | +1' 34" 835 | 6     |
| 6   | Bruno Kneubühler    | Yamaha         | +1 giro     | 5     |
| 7   | Henk van Kessel     | AGV-Condor     | +1 giro     | 4     |
| 8   | Pentti Salonen      | Yamaha         | +1 giro     | 3     |
| 9   | Johnny Svensson     | Bastard-Yamaha | +1 giro     | 2     |
| 10  | Per-Edvard Carlsson | Maico          | +1 giro     | 1     |

## Classe 50
16 piloti al traguardo.

### Arrivati al traguardo
| Pos | Pilota             | Moto       | Tempo       | Punti |
| --- | ------------------ | ---------- | ----------- | ----- |
| 1   | Eugenio Lazzarini  | Piovaticci | 32' 06" 458 | 15    |
| 2   | Ángel Nieto        | Kreidler   | +38" 554    | 12    |
| 3   | Hans-Jürgen Hummel | Kreidler   | +48" 384    | 10    |
| 4   | Nico Polane        | Kreidler   | +53" 937    | 8     |
| 5   | Gerhard Thurow     | Kreidler   | +54" 001    | 6     |
| 6   | Theo Timmer        | Jamathi    |             | 5     |
| 7   | Rudolf Kunz        | Kreidler   |             | 4     |
| 8   | Jan Huberts        | Jamathi    |             | 3     |
| 9   | Ulrich Graf        | Kreidler   |             | 2     |
| 10  | Robert Lavér       | Kreidler   | +1 giro     | 1     |

## Fonti e bibliografia
- La Stampa, 20 luglio 1975, pag. 14 e 21 luglio 1975, pag. 14
- El Mundo Deportivo, 20 luglio 1974, pag. 25 e 21 luglio 1975, pag. 13
- Risultati della 500 su autosport.com, su autosport.com.